# Helicoconis lutea
Helicoconis lutea là một loài côn trùng trong họ Coniopterygidae thuộc bộ Neuroptera. Loài này được Wallengren miêu tả năm 1871.